# Stevenia cheiranthoides
Stevenia cheiranthoides är en korsblommig växtart som beskrevs av Dc. Stevenia cheiranthoides ingår i släktet Stevenia och familjen korsblommiga växter. Inga underarter finns listade i Catalogue of Life.

## Bildgalleri

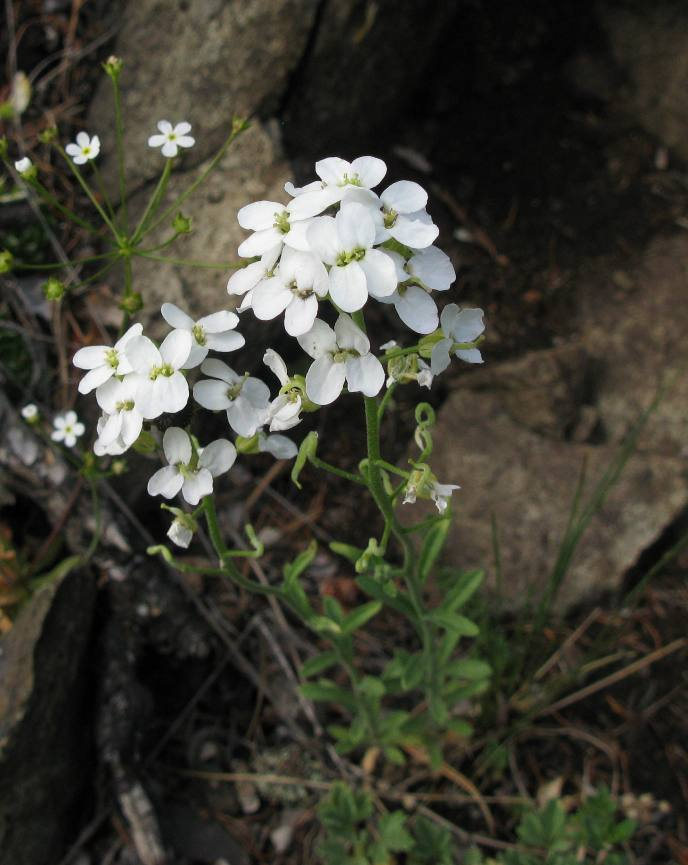
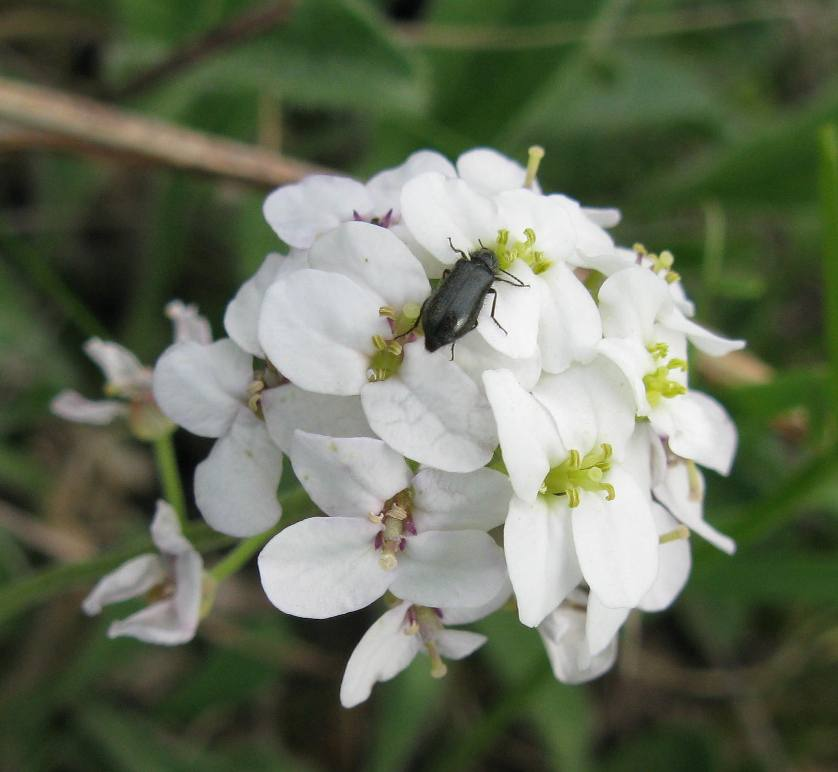
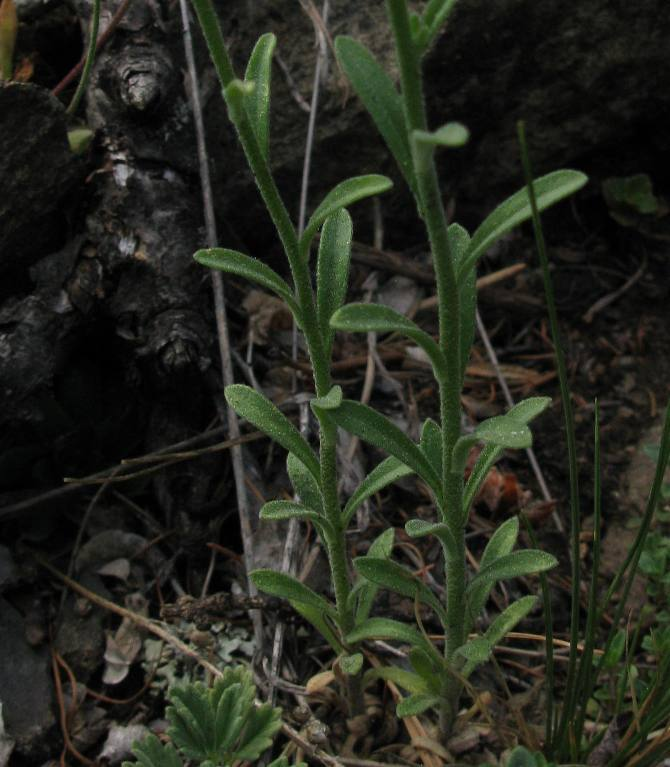